# Vòng loại Giải vô địch bóng đá thế giới 1966
Vòng loại Giải vô địch bóng đá thế giới 1966 là chuỗi các giải đấu do năm liên đoàn bóng đá thuộc FIFA tổ chức. Giải đấu có 16 đội tham dự, trong đó một suất được dành cho đội chủ nhà là Anh và một suất dành cho nhà đương kim vô địch Brasil. 14 suất còn lại được xác định thông qua quá trình vòng loại, với 72 đội từ năm liên đoàn của FIFA tham gia tranh tài. Khu vực UEFA, CONCACAF và CONMEBOL tổ chức vòng loại riêng trong khu vực của mình, trong khi các đội AFC và CAF (cùng với Úc) cạnh tranh cho một suất duy nhất tham dự vòng chung kết. 
Trong số 72 đội đăng ký, có 51 đội thực sự thi đấu, trong khi Guatemala, Congo-Brazzaville và Philippines bị từ chối tham dự.
Tại khu vực châu Phi/châu Á/châu Đại Dương:
- Nam Phi bị loại sau khi bị FIFA đình chỉ tư cách thành viên do chính sách phân biệt chủng tộc apartheid.
- Tất cả 15 quốc gia châu Phi sau đó đã tẩy chay giải đấu để phản đối việc FIFA – với lý do khó khăn về thi đấu và hậu cần – xác nhận rằng sẽ không có suất vào thẳng vòng chung kết dành riêng cho châu Phi. Syria (khi đó được xếp vào bảng đấu ở châu Âu) cũng rút lui để ủng hộ các đội châu Phi.
- Hàn Quốc buộc phải rút lui vì lý do hậu cần sau khi giải đấu khu vực châu Á/châu Đại Dương được chuyển từ Nhật Bản sang Campuchia.

Trận đấu vòng loại đầu tiên, giữa Hà Lan và Albania, được tổ chức vào ngày 24 tháng 5 năm 1964, và bàn thắng đầu tiên ở vòng loại là một quả phạt đền, được ghi bởi hậu vệ người Hà Lan Daan Schrijvers. Vòng loại kết thúc vào ngày 29 tháng 12 năm 1965, khi Bulgaria loại Bỉ trong trận đấu quyết định của bảng để trở thành đội cuối cùng giành vé dự World Cup.
Tổng cộng có 393 bàn thắng được ghi trong 127 trận đấu, với trung bình 3,09 bàn mỗi trận, và có 51 đội đã thi đấu tại vòng loại.

## Đội tuyển vượt qua vòng loại

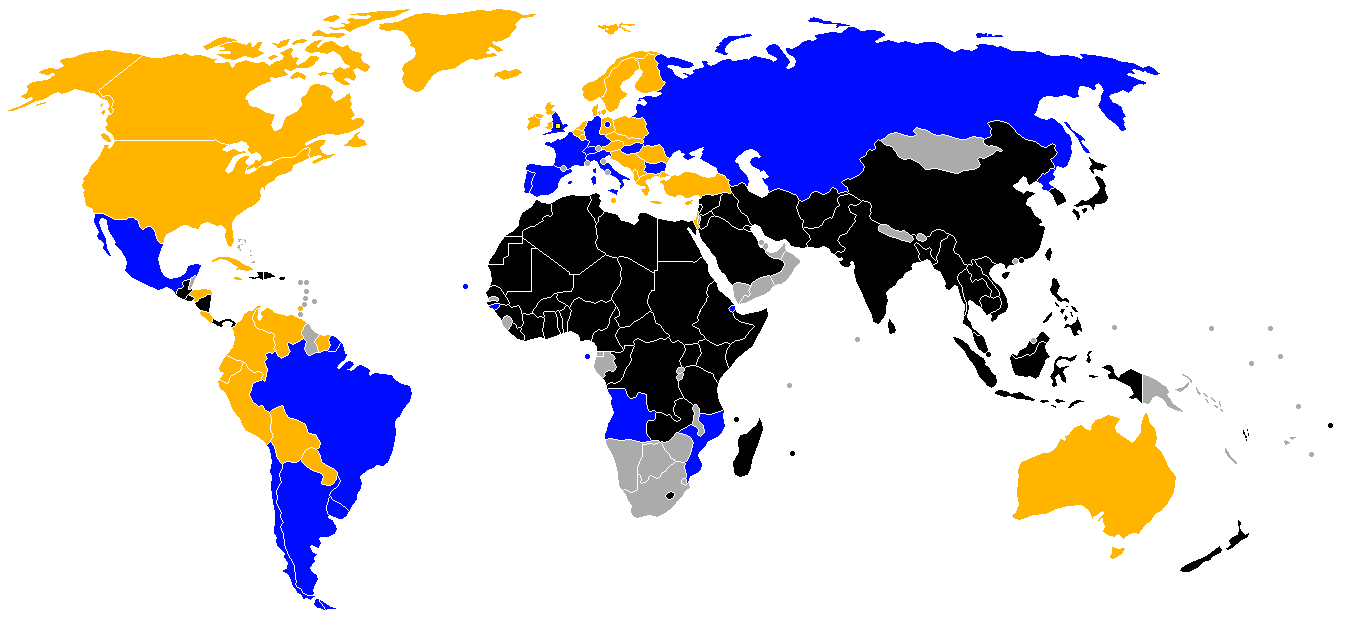
Quốc gia vượt qua vòng loại World Cup
Quốc gia không vượt qua vòng loại
Quốc gia không tham dự
Quốc gia không phải thành viên FIFA

| Đội tuyển         | Tham dự với tư cách              | Ngày vượt qua vòng loại | Số lần tham dự vòng chung kết | Chuỗi tham dự liên tiếp | Thành tích tốt nhất trước đó             |
| ----------------- | -------------------------------- | ----------------------- | ----------------------------- | ----------------------- | ---------------------------------------- |
| Anh               | Chủ nhà                          | 22 tháng 8 năm 1960     | 5                             | 5                       | Tứ kết (1954, 1962)                      |
| Brasil            | Đương kim vô dịch                | 17 tháng 6 năm 1962     | 8                             | 8                       | Vô địch (1958, 1962)                     |
| México            | Chiến thắng khu vực CONCACAF     | 16 tháng 5 năm 1965     | 6                             | 5                       | Vòng bảng (1930, 1950, 1954, 1958, 1962) |
| Uruguay           | Nhất Bảng 1 CONMEBOL             | 13 tháng 6 năm 1965     | 5                             | 2                       | Vô địch (1930, 1950)                     |
| Argentina         | Nhất Bảng 3 CONMEBOL             | 22 tháng 8 năm 1965     | 5                             | 3                       | Á quân (1930)                            |
| Hungary           | Nhất Bảng 6 UEFA                 | 9 tháng 10 năm 1965     | 6                             | 4                       | Á quân (1938, 1954)                      |
| Chile             | Nhất Bảng 2 CONMEBOL             | 12 tháng 10 năm 1965    | 4                             | 2                       | Hạng 3 (1962)                            |
| Liên Xô           | Nhất Bảng 7 UEFA                 | 17 tháng 10 năm 1965    | 3                             | 3                       | Tứ kết (1958, 1962)                      |
| Bồ Đào Nha        | Nhất Bảng 4 UEFA                 | 31 tháng 10 năm 1965    | 1                             | 1                       | –                                        |
| Pháp              | Nhất Bảng 3 UEFA                 | 6 tháng 11 năm 1965     | 6                             | 1                       | Hạng 3 (1958)                            |
| Tây Ban Nha       | Nhất Bảng 9 UEFA                 | 10 tháng 11 năm 1965    | 4                             | 2                       | Hạng 4 (1950)                            |
| Tây Đức           | Nhất Bảng 2 UEFA                 | 14 tháng 11 năm 1965    | 6                             | 4                       | Vô địch (1954)                           |
| CHDCND Triều Tiên | Chiến thắng khu vực AFC//CAF/OFC | 24 tháng 11 năm 1965    | 1                             | 1                       | –                                        |
| Thụy Sĩ           | Nhất Bảng 5 UEFA                 | 24 tháng 11 năm 1965    | 6                             | 2                       | Tứ kết (1934, 1938, 1954)                |
| Ý                 | Nhất Bảng 8 UEFA                 | 7 tháng 12 năm 1965     | 6                             | 2                       | Vô địch (1934, 1938)                     |
| Bulgaria          | Nhất Bảng 1 UEFA                 | 29 tháng 12 năm 1965    | 2                             | 2                       | Vòng bảng (1962)                         |

1. 1 2 3  Bảng đấu kết thúc với hai đội bằng điểm nhau, do đó cần tổ chức một trận play-off.
2. ↑  Do tất cả các quốc gia thuộc CAF rút lui, vòng đấu cuối cùng đã bị hủy và Bắc Triều Tiên giành quyền tham dự.

## Quá trình vòng loại
16 suất tham dự vòng chung kết World Cup 1966 được phân bổ cho các khu vực châu lục như sau:
- Châu Âu (UEFA): 10 suất – trong đó 1 suất dành cho chủ nhà Anh (vào thẳng), còn 9 suất còn lại được 32 đội tranh tài (bao gồm cả Israel và Syria).
- Nam Mỹ (CONMEBOL): 4 suất – trong đó 1 suất dành cho nhà đương kim vô địch Brazil (vào thẳng), còn 3 suất còn lại được 9 đội tranh tài.
- Bắc, Trung Mỹ và Caribe (CONCACAF): 1 suất – do 10 đội tranh tài.
- Châu Phi và Châu Á (CAF/AFC): 1 suất – được 19 đội tranh tài (bao gồm cả Australia từ khu vực châu Đại Dương).

UEFA, CONMEBOL và CONCACAF có số suất tham dự được đảm bảo, trong khi CAF và AFC phải thi đấu play-off để xác định liên đoàn nào sẽ giành quyền đại diện.
Sau vòng đầu tiên của vòng chung kết World Cup 1966, tỷ lệ phần trăm các đội vượt qua vòng bảng vào tứ kết theo từng liên đoàn như sau:
- AFC (Châu Á): 100% (1/1 đội vượt qua)
- CAF (Châu Phi): Không có đội nào tham dự
- CONCACAF (Bắc, Trung Mỹ và Caribe): 0% (0/1 đội vượt qua)
- CONMEBOL (Nam Mỹ): 50% (2/4 đội vượt qua)
- Châu Đại Dương (chưa có liên đoàn): Chỉ có một đội là Úc tham gia vòng loại, nhưng không vượt qua
- UEFA (Châu Âu): 50% (5/10 đội vượt qua)

### Tổng quan vòng loại
|                            |                |                                           |                |                                     |                        |                         |  |  |
| Liên đoàn                  | Số đội tham dự | Số đội giành quyền tham dự vòng chung kết | Số đội bị loại | Tổng số suất tham dự vòng chung kết | Ngày bắt đầu vòng loại | Ngày kết thúc vòng loại |  |  |
| AFC, CAF và châu Đại Duơng | 21             | 1                                         | 20             | 1                                   | 21 tháng 11 năm 1965   | 24 tháng 11 năm 1965    |  |  |
| CONCACAF                   | 10             | 1                                         | 9              | 1                                   | 16 tháng 1 năm 1965    | 22 tháng 5 năm 1965     |  |  |
| CONMEBOL                   | 9+1            | 3+1                                       | 6              | 3+1                                 | 16 tháng 5 năm 1965    | 12 tháng 10 năm 1965    |  |  |
| UEFA                       | 32+1           | 9+1                                       | 23             | 9+1                                 | 24 tháng 5 năm 1964    | 29 tháng 12 năm 1965    |  |  |
| Tổng cộng                  | 72+2           | 14+2                                      | 58             | 14+2                                | 24 tháng 5 năm 1964    | 29 tháng 12 năm 1965    |  |  |

1. ↑  Syria và Israel, mặc dù là thành viên của AFC, nhưng đã tham gia vòng loại khu vực châu Âu.

### Tiêu chí phân hạng
Đối với các vòng loại FIFA World Cup theo thể thức vòng bảng, phương pháp phân tách các đội bằng điểm số được áp dụng giống nhau cho tất cả các liên đoàn. Nếu các đội bằng điểm sau vòng bảng, các đội hòa điểm sẽ đá play-off trên sân trung lập để xác định đội đi tiếp.

## Vòng loại khu vực

### AFC, CAF và châu Đại Dương
21 đội tuyển – bao gồm Úc (lúc đó chưa thuộc liên đoàn nào vì OFC chưa được thành lập cho đến năm 1966), Nam Phi (bị khai trừ khỏi CAF năm 1958 do chính sách phân biệt chủng tộc apartheid), 3 đội từ AFC và 16 đội từ CAF – đã nộp đơn đăng ký tham gia vòng loại, nhưng hồ sơ của Congo-Brazzaville và Philippines bị từ chối.
Vòng loại bắt đầu với 4 đội tuyển quốc gia, chia thành 2 khu vực vòng loại: Israel và Syria thi đấu tại khu vực châu Âu vì lý do địa lý, trong khi Bắc Triều Tiên và Hàn Quốc nằm chung bảng với Úc và Nam Phi. Đội thắng của bảng này sẽ tiếp tục thi đấu với ba đội thắng vòng hai của CAF.
Tuy nhiên, Nam Phi bị loại sau khi bị FIFA đình chỉ tư cách thành viên. Tiếp theo, 15 quốc gia châu Phi đồng loạt rút lui để phản đối, sau khi FIFA – với lý do về tính cạnh tranh và hậu cần – xác nhận rằng không có suất trực tiếp nào cho đội châu Phi. Chưa đầy ba tuần trước giải đấu, Hàn Quốc buộc phải rút lui vì khó khăn hậu cần, sau khi vòng loại được chuyển từ Nhật Bản sang Campuchia.
| VT | Đội          | ST | T | H | B | BT | BB | HS | Đ |
| -- | ------------ | -- | - | - | - | -- | -- | -- | - |
| 1  | Triều Tiên   | 2  | 2 | 0 | 0 | 9  | 2  | +7 | 4 |
| 2  | Úc           | 2  | 0 | 0 | 2 | 2  | 9  | −7 | 0 |
| —  | Nam Phi (D)  | 0  | – | – | – | –  | –  | —  | 0 |
| —  | Hàn Quốc (W) | 0  | – | – | – | –  | –  | —  | 0 |

#### Cuộc tẩy chay của châu Phi
15 đội còn lại của châu Phi được chia vào 6 bảng: 3 bảng có 2 đội và 3 bảng có 3 đội.
Các đội thắng vòng bảng sẽ đá loại trực tiếp hai lượt trận theo sơ đồ sau: nhất Bảng 1 gặp nhất Bảng 5, nhất Bảng 2 gặp nhất Bảng 4, nhất Bảng 3 gặp nhất Bảng 6. Các đội thắng sẽ vào vòng cuối cùng, đá vòng tròn với nhau và đội thắng của nhóm châu Á/Châu Đại Dương, để tranh suất đến World Cup.
Tuy nhiên, các quốc gia châu Phi bất mãn vì không có suất trực tiếp, và họ phải vượt qua cả đại diện châu Á/Châu Đại Dương mới được vào vòng chung kết. Họ cũng phản đối việc Nam Phi được tái gia nhập FIFA năm 1963. Do áp lực từ các quốc gia châu Phi và CAF, Nam Phi bị đình chỉ một lần nữa vào ngày 21 tháng 9 năm 1964, và sau đó bị loại khỏi vòng loại. Tuy nhiên, FIFA vẫn không thay đổi thể thức hay phân bổ suất, dẫn đến việc cả 15 đội châu Phi tẩy chay vòng loại. CAF sau đó thông báo rằng họ sẽ không tham gia vòng loại World Cup 1970 trừ khi châu Phi được một suất trực tiếp.
Vào năm 1968, FIFA nhất trí thông qua việc trao 1 suất trực tiếp cho CAF bắt đầu từ World Cup 1970.

### CONCACAF
Ban đầu có 10 đội đăng ký, nhưng hồ sơ của Guatemala bị từ chối.
9 đội còn lại được chia thành 3 bảng, mỗi bảng 3 đội. Đội thắng mỗi bảng sẽ vào vòng cuối, và đội thắng của vòng này sẽ giành suất đến World Cup.
| Ghi chú                          |
| -------------------------------- |
| Đội vượt qua vòng loại trực tiếp |

| Đội        | ST | T | H | B | BT | BB | HS  | Đ |
| ---------- | -- | - | - | - | -- | -- | --- | - |
| México     | 4  | 3 | 1 | 0 | 12 | 2  | +10 | 7 |
| Costa Rica | 4  | 1 | 2 | 1 | 8  | 2  | +6  | 4 |
| Jamaica    | 4  | 0 | 1 | 3 | 3  | 19 | −16 | 1 |

### CONMEBOL
Vì Brazil đã giành quyền tham dự với tư cách là đương kim vô địch, 9 đội còn lại của CONMEBOL được chia thành 3 bảng, mỗi bảng gồm 3 đội, thi đấu vòng tròn hai lượt (sân nhà và sân khách). Đội đứng đầu mỗi bảng sẽ giành vé tham dự vòng chung kết.
| Ghi chú                          |
| -------------------------------- |
| Đội vượt qua vòng loại trực tiếp |
| Quốc gia tham dự vòng play-off   |

#### Xếp hạng chung cuộc (vòng bảng)
| Hạng | Đội tuyển | Đ | ST | T | H | B |
| ---- | --------- | - | -- | - | - | - |
| 1    | Uruguay   | 8 | 4  | 4 | 0 | 0 |
| 2    | Perú      | 4 | 4  | 2 | 0 | 2 |
| 3    | Venezuela | 0 | 4  | 0 | 0 | 4 |

| Hạng | Đội tuyển | Đ | ST | T | H | B |
| ---- | --------- | - | -- | - | - | - |
| 1=   | Chile     | 5 | 4  | 2 | 1 | 1 |
| 1=   | Ecuador   | 5 | 4  | 2 | 1 | 1 |
| 3    | Colombia  | 2 | 4  | 1 | 0 | 3 |

| Hạng | Đội tuyển | Đ | ST | T | H | B |
| ---- | --------- | - | -- | - | - | - |
| 1    | Argentina | 7 | 4  | 3 | 1 | 0 |
| 2    | Paraguay  | 3 | 4  | 1 | 1 | 2 |
| 3    | Bolivia   | 2 | 4  | 1 | 0 | 3 |

Ở Bảng B, Chile và Ecuador bằng điểm nhau, nên một trận play-off trên sân trung lập đã được tổ chức để xác định đội giành quyền đi tiếp. Chile thắng trận đấu và giành ngôi đầu bảng.

### UEFA
Anh giành vé trực tiếp với tư cách chủ nhà, và 30 đội tuyển châu Âu khác tham gia vòng loại. Israel và Syria tham gia vòng loại khu vực này, mặc dù sau đó Syria rút lui để ủng hộ các đội châu Phi. Các đội được chia thành 9 bảng đấu – gồm 4 bảng 3 đội và 5 bảng 4 đội. Việc Syria rút lui khiến bảng 9 chỉ còn lại 2 đội.
| Ghi chú                          |
| -------------------------------- |
| Đội vượt qua vòng loại trực tiếp |
| Quốc gia tham dự vòng play-off   |

#### Xếp hạng chung cuộc (vòng bảng)
| Hạng | Đội tuyển | Đ | ST | T | H | B |
| ---- | --------- | - | -- | - | - | - |
| 1=   | Bỉ        | 6 | 4  | 3 | 0 | 1 |
| 1=   | Bulgaria  | 6 | 4  | 3 | 0 | 1 |
| 3    | Israel    | 0 | 4  | 0 | 0 | 4 |

| Hạng | Đội tuyển | Đ | ST | T | H | B |
| ---- | --------- | - | -- | - | - | - |
| 1    | Tây Đức   | 7 | 4  | 3 | 1 | 0 |
| 2    | Thụy Điển | 5 | 4  | 2 | 1 | 1 |
| 3    | Síp       | 0 | 4  | 0 | 0 | 4 |

| Hạng | Đội tuyển  | Đ  | ST | T | H | B |
| ---- | ---------- | -- | -- | - | - | - |
| 1    | Pháp       | 10 | 6  | 5 | 0 | 1 |
| 2    | Na Uy      | 7  | 6  | 3 | 1 | 2 |
| 3    | Nam Tư     | 7  | 6  | 3 | 1 | 2 |
| 4    | Luxembourg | 0  | 6  | 0 | 0 | 6 |

| Hạng | Đội tuyển  | Đ | ST | T | H | B |
| ---- | ---------- | - | -- | - | - | - |
| 1    | Bồ Đào Nha | 9 | 6  | 4 | 1 | 1 |
| 2    | Tiệp Khắc  | 7 | 6  | 3 | 1 | 2 |
| 3    | România    | 6 | 6  | 3 | 0 | 3 |
| 4    | Thổ Nhĩ Kỳ | 2 | 6  | 1 | 0 | 5 |

| Hạng | Đội tuyển   | Đ | ST | T | H | B |
| ---- | ----------- | - | -- | - | - | - |
| 1    | Thụy Sĩ     | 9 | 6  | 4 | 1 | 1 |
| 2    | Bắc Ireland | 8 | 6  | 3 | 2 | 1 |
| 3    | Hà Lan      | 6 | 6  | 2 | 2 | 2 |
| 4    | Albania     | 1 | 6  | 0 | 1 | 5 |

| Hạng | Đội tuyển | Đ | ST | T | H | B |
| ---- | --------- | - | -- | - | - | - |
| 1    | Hungary   | 7 | 4  | 3 | 1 | 0 |
| 2    | Đông Đức  | 4 | 4  | 1 | 2 | 1 |
| 3    | Áo        | 1 | 4  | 0 | 1 | 3 |

| Hạng | Đội tuyển | Đ  | ST | T | H | B |
| ---- | --------- | -- | -- | - | - | - |
| 1    | Liên Xô   | 10 | 6  | 5 | 0 | 1 |
| 2    | Wales     | 6  | 6  | 3 | 0 | 3 |
| 3    | Hy Lạp    | 5  | 6  | 2 | 1 | 3 |
| 4    | Đan Mạch  | 3  | 6  | 1 | 1 | 4 |

| Hạng | Đội tuyển | Đ | ST | T | H | B |
| ---- | --------- | - | -- | - | - | - |
| 1    | Ý         | 9 | 6  | 4 | 1 | 1 |
| 2    | Scotland  | 7 | 6  | 3 | 1 | 2 |
| 3    | Ba Lan    | 6 | 6  | 2 | 2 | 2 |
| 4    | Phần Lan  | 2 | 6  | 1 | 0 | 5 |

| Hạng | Đội tuyển        | Đ       | ST      | T       | H       | B       |
| ---- | ---------------- | ------- | ------- | ------- | ------- | ------- |
| 1=   | Tây Ban Nha      | 2       | 2       | 1       | 0       | 1       |
| 1=   | Cộng hòa Ireland | 2       | 2       | 1       | 0       | 1       |
| —    | Syria            | rút lui | rút lui | rút lui | rút lui | rút lui |

Ở Bảng 1, Bỉ và Bulgaria bằng điểm nhau, và một trận play-off trên sân trung lập đã được tổ chức để xác định đội giành vé. Bulgaria thắng 2–1.
Ở Bảng 9, CH Ireland và Tây Ban Nha bằng điểm, nên cũng tổ chức trận play-off trên sân trung lập để phân định. Tây Ban Nha thắng trận 1–0 và giành vé đến vòng chung kết.

## Cầu thủ ghi bàn
7 bàn thắng
- Eusébio

6 bàn thắng
- Mimis Papaioannou

5 bàn thắng
- Paul Van Himst
- Georgi Asparuhov
- Sandro Mazzola
- Isidoro Díaz
- Jobby Crossan
- Włodzimierz Lubański
- Anatoliy Banishevskiy
- Héctor Silva

4 bàn thắng
- Nikola Kotkov
- Errol Daniels
- Leonel Hernández
- František Knebort
- Ernesto Cisneros
- Pedro Virgilio Rocha
- Roy Vernon
- Milan Galić

3 bàn thắng
- Luis Artime
- Ermindo Onega
- Johnny Thio
- Alberto Fouilloux
- Leonel Sánchez
- Edgar Marín
- William Quirós
- Karol Jokl
- Enrique Raymondi
- Juhani Peltonen
- Nestor Combin
- Philippe Gondet
- Giorgos Sideris
- Paolo Barison
- Lascelles Dunkley
- Louis Pilot
- Pak Seung-Zin
- Pedro Pablo León
- Jerzy Sadek
- Valentin Kozmich Ivanov
- Slava Metreveli
- Chus Pereda
- Siegfried Haltman
- Köbi Kuhn
- Ivor Allchurch
- Rudolf Brunnenmeier

2 bàn thắng
- Raúl Bernao
- Les Scheinflug
- Carlos Campos Sánchez
- Rubén Marcos
- Eugenio Méndez
- Ignacio Prieto
- Antonio Rada
- Hermenegildo Segrera
- Ivan Mráz
- Ole Fritsen
- Ole Madsen
- Peter Ducke
- Jürgen Nöldner
- Alberto Pedro Spencer
- János Farkas
- Máté Fenyvesi
- Giacinto Facchetti
- Bruno Mora
- Gianni Rivera
- José Luis González Dávila
- Javier Fragoso
- Aarón Padilla Gutiérrez
- Salvador Reyes Monteón
- Hennie van Nee
- Virgilio Sille
- Han Bong-Zin
- Kim Seung-Il
- George Best
- Harald Berg
- Erik Johansen
- Luis Zavalla
- Ernest Pol
- Nicolae Georgescu
- Viorel Mateianu
- John Greig
- Denis Law
- Vladimir Barkaya
- Stanley Humbert Krenten
- Edmund Waterval
- Lars Granström
- Bo Larsson
- Agne Simonsson
- Torbjörn Jonsson
- René-Pierre Quentin
- Andy Aleong
- Fevzi Zemzem
- Ed Murphy
- Werner Krämer
- Wolfgang Overath
- Klaus-Dieter Sieloff
- Dragan Džajić

1 bàn thắng
- Mexhit Haxhiu
- Robert Jashari
- Erich Hof
- Armand Jurion
- Wilfried Puis
- Jacques Stockman
- Fortunato Castillo
- Ramón Quevedo
- Rolando Vargas
- Stoyan Kitov
- Ivan Petkov Kolev
- Fernando Jiménez
- Tarcisio Rodríguez Viquez
- Juan González Soto
- Nicolás Martínez
- Ángel Piedra
- Antonio dos Santos
- Alexander Horváth
- Dušan Kabát
- Andrej Kvašňák
- Mogens Berg
- Kaj Poulsen
- Tommy Troelsen
- Eberhard Vogel
- Romulo Gómez
- Washington Muñoz
- Martti Hyvärinen
- Semi Nuoranen
- Marcel Artelesa
- André Guy
- Angel Rambert
- Andreas Papaemmanouil
- José Ricardo Taylor
- Ferenc Bene
- Kálmán Mészöly
- Dezső Novák
- Gyula Rákosi
- Andy McEvoy
- Rahamim Talbi
- Giacomo Bulgarelli
- Ezio Pascutti
- Syd Bartlett
- Oscar Black
- Patrick Blair
- Art Welch
- Asher Welch
- Ernest Brenner
- Edy Dublin
- Ady Schmit
- José Luis Aussin
- Ignacio Jáuregui
- Ramiro Navarro
- Frans Geurtsen
- Theo Laseroms
- Bennie Muller
- Daan Schrijvers
- Im Seung-Hwi
- Pak Doo-Ik
- Willie Irvine
- Terry Neill
- Per Kristoffersen
- Olav Nilsen
- Arne Pedersen
- Finn Seemann
- Kai Sjøberg
- Ole Stavrum
- Celino Mora
- Vicente Rodríguez
- Juan Carlos Rojas
- Nemesio Mosquera
- Jesús Peláez Miranda
- Víctor Zegarra
- Roman Lentner
- Mário Coluna
- Jaime Graça
- Sorin Avram
- Alexandru Badea
- Dan Coe
- Carol Creiniceanu
- Ion Pârcălab
- Stevie Chalmers
- Dave Gibson
- Billy McNeill
- Davie Wilson
- Boris Kazakov
- Galimzyan Khusainov
- Mikheil Meskhi
- Yozhef Sabo
- Valery Voronin
- Carlos Lapetra
- José Ufarte
- Kenneth Kluivert
- Kurt Hamrin
- Ove Kindvall
- Anton Allemann
- Robert Hosp
- Alvin Corneal
- Jeff Gellineau
- Bobby Sookram
- Ayhan Elmastaşoğlu
- Nedim Doğan
- Helmut Bicek
- Walt Schmotolocha
- Danilo Menezes
- José Urruzmendi
- Freddy Elie
- Rafael Santana
- Humberto Francisco Scovino
- Argenis Tortolero
- Ron Davies
- Wyn Davies
- Mike England
- Ronnie Rees
- Alfred Heiß
- Uwe Seeler
- Heinz Strehl
- Horst Szymaniak
- Dražan Jerković
- Vladica Kovačević
- Džemaludin Mušović
- Velibor Vasović

1 bàn phản lưới nhà
- José Ramos Delgado (trong trận gặp Bolivia)
- Ivan Vutsov (trong trận gặp Bỉ)
- Kostas Panayiotou (trong trận gặp Tây Đức)
- Stig Holmqvist (trong trận gặp Ý)
- Ricardo González (trong trận gặp Argentina)
- José Ángel Iribar (trong trận gặp Ireland)
- Graham Williams (trong trận gặp Liên Xô)